# Думбия, Брейма
Брейма Думбия — общественный деятель, русист, кандидат филологических наук. Занимал пост представителя от Мали в ЮНЕСКО, бывший заместитель директора Института языкознания Мали. Вице-президент Международной ассоциации преподавателей русского языка и литературы (МАПРЯЛ). Редактор газеты «Прогресс».

## Биография
Брейма Думбия уехал из Республики Мали в СССР для получения высшего образования и поступил в Российский университет дружбы народов. В 1970 году закончил обучение и стал выпускником Российского университета дружбы народов.
После университета, он продолжил обучение в аспирантуре и в 1976 году в Москве защитил диссертацию о языке гриотского эпоса бамана(на материале эпоса «Буакариджан») на соискание ученой степени кандидата филологических наук. Защита диссертации прошла успешно.
Думбия Брейма записал эпос о Буакари (человеке, который победил кочевников-фульбе и использовал для этого умелую тактику, который отличался гордостью и хладнокровностью) со слов гриота-бамана, который жил в городе Бамако — столице Республики Мали.
Работал заместителем директора Института языкознания Мали. Был вице-президентом Международной ассоциации преподавателей русского языка и литературы (МАПРЯЛ) и представителем Мали в ЮНЕСКО.
Редактор газеты «Прогресс».
Брейма Думбия защитил докторскую диссертацию на соискание ученой степени доктора филологических наук на кафедре общего и русского языкознания Российского университета дружбы народов. Стал единственным иностранцем, который это сделал и одним из 10 иностранцев, которые с 1996 года защитили звание доктора филологических наук на этой кафедре. Семь из них являются преподавателями университета им. Патриса Лумумбы.